# Хукстра, Пит
Петер «Пит» Хукстра (англ. Pieter "Pete" Hoekstra; род. 30 октября 1953, Гронинген, Нидерланды) — американский политик и дипломат нидерландского происхождения, представляющий Республиканскую партию, посол США в Нидерландах с 10 января 2018 года. Председатель Комитета Палаты представителей США по разведке (2004—2007). 20 ноября 2024 года избранный президент Трамп выдвинул кандидатуру Хукстра на пост посла США в Канаде.

## Биография
Родился 30 октября 1953 года в Гронингене (Нидерланды), в трёхлетнем возрасте эмигрировал вместе с родителями в США, где семья осела в штате Мичиган. Получил степень бакалавра наук в Хоуп-колледже в Холланде и магистра делового администрирования — в Мичиганском университете. 15 лет работал в компании по производству мебели Herman Miller Inc., где сделал карьеру и занял должность вице-президента по маркетингу. В 1993 году приведён к присяге в качестве члена Палаты представителей США в Конгрессе 103-го созыва и активно участвовал в осуществлении республиканского плана законодательной работы «Контракт с Америкой». В 2004 году возглавил Комитет Палаты представителей по разведке и сохранял его до января 2007 года.
В 2010 году проиграл республиканские праймериз за право выдвижения от партии на губернаторских выборах в Мичигане Рику Снайдеру, который считался наиболее слабым противником на фоне других претендентов — генерального прокурора штата Майкла Кокса и шерифа округа Окленд Майкла Бучарда.
6 ноября 2012 года Хукстра проиграл выборы в Сенат США кандидату от Демократической партии Дебби Стабенау, которая, будучи действующим сенатором, сохранила свой мандат.
В 2015 году опубликовал книгу «Architects of Disaster» (Архитекторы катастрофы), в которой охарактеризовал свержение Муаммара Каддафи в Ливии при активном участии президента Барака Обамы и госсекретаря Хиллари Клинтон как ошибочное решение. Хукстра утверждает, что Обама и Клинтон в начале своей деятельности у власти в США столкнулись с Ливией, где развивался, хотя медленно и непоследовательно, процесс либерализации, и которая являлась образцовым союзником в борьбе с международным терроризмом, но в итоге усилий названных политиков эта страна превратилась в тренировочную базу террористов. Будучи членом Комитета по разведке Палаты представителей, в 2003 году Хукстра посетил Ливию и в своей книге утверждает, что Каддафи в тот период был напуган американским вторжением в Ирак, поэтому отказался от программы создания ядерного оружия и выплатил компенсацию жертвам взрыва самолёта над Локерби — по мнению автора, США должны были оценить прогресс, достигнутый Ливией.
24 июля 2017 года Хукстра был выдвинут президентом Дональдом Трампом на должность посла США в Нидерландах. 9 ноября он был единогласно утверждён голосованием Сената, а 11 ноября приведён к присяге вице-президентом Майком Пенсом. Официально вступил в должность 10 января 2018 года.

## Личная жизнь
Женат на Дайан Джонсон, в семье трое детей: Эрин, Эллисон и Брайан.